# Pittsburgh Miners
I Pittsburgh Miners sono stati una società di calcio statunitense, con sede a Pittsburgh, Pennsylvania.

## Storia
I Pittsburgh Miners vennero fondati nel gennaio 1975 per volontà di William Renton, imprenditore di Cleveland (Ohio), per gareggiare nell'American Soccer League. Nella stagione d'esordio i Miners ottennero il 3º posto nella South Division, non accedendo alla fase finale del torneo, con uno score di una sola vittoria, tre pareggi e sedici sconfitte.
La squadra non si iscrisse al campionato seguente.

## Strutture

### Stadio
I Miners iniziarono la stagione al Martorelli Stadium presso la North Hills High School. Nel corso della stagione si spostarono a Mount Lebanon (Pennsylvania).

## Allenatori
- 1975  Scott Foley e John Foley